# W58 (核弾頭)
W58は、アメリカ合衆国が開発・運用していた核弾頭。アメリカ海軍のポラリス A-3潜水艦発射弾道ミサイル（SLBM）向けの弾頭である。
W58のサイズは、直径15.6インチ、長さ40.3インチであり、重量は257ポンド。熱核弾頭であり、核出力は200kt。1964年3月-1967年6月にかけて1,400発が生産された。複数弾頭（MRV）向けのものであり、ポラリス A-3に3基備えられたMk.2再突入体に搭載される。信管は空中爆発および触発が用意されている。ポラリス・ミサイルの退役と共に1982年に退役している。